# Liste der Kulturdenkmäler in Bleckhausen
In der Liste der Kulturdenkmäler in Bleckhausen sind alle Kulturdenkmäler der rheinland-pfälzischen Ortsgemeinde Bleckhausen aufgeführt. Grundlage ist die Denkmalliste des Landes Rheinland-Pfalz (Stand: 17. Juli 2023).

## Einzeldenkmäler
| Bezeichnung                           | Lage                                                               | Baujahr         | Beschreibung                                                                     | Bild                           |
| ------------------------------------- | ------------------------------------------------------------------ | --------------- | -------------------------------------------------------------------------------- | ------------------------------ |
| Quereinhaus                           | Alte Poststraße 4 Lage                                             | 1870            | Quereinhaus, angeblich von 1870                                                  | BW                             |
| Brunnenhaus                           | Brunnenstraße, gegenüber Nr. 2a Lage                               | 19. Jahrhundert | Brunnenhaus, wohl aus dem 19. Jahrhundert                                        | BW                             |
| Schulhaus                             | Brunnenstraße 5a Lage                                              | 1843            | ehemalige Schule; Krüppelwalmdachbau, teilweise verschiefert, angeblich von 1843 | BW                             |
| Quereinhaus                           | Brunnenstraße 12 Lage                                              | 1818            | Quereinhaus, bezeichnet 1818, Hofpflasterung                                     | BW                             |
| Brunnenhaus                           | Brunnenstraße, Ecke Alte Poststraße Lage                           | 19. Jahrhundert | Brunnenhaus, wohl aus dem 19. Jahrhundert                                        | BW                             |
| Wegekreuz                             | Hauptstraße, Abzweigung Auf der Held Lage                          | 1810            | Schaftkreuz, Sandstein, bezeichnet 1810                                          | Fotos hochladen                |
| Katholische Filialkirche St. Antonius | Hauptstraße 19 Lage                                                | 1787            | Saalbau, 1787, 1846 verlängert, Turm- und Seitenanbauten nach 1945               | weitere Bilder Fotos hochladen |
| Bleckhausener Mühle                   | Bleckhausenermühle, südwestlich des Ortes an der Kleinen Kyll Lage | 1799            | Getreidemühle, 1799                                                              | BW                             |